# Lyriothemis bivittata
Lyriothemis bivittata is een libellensoort uit de familie van de korenbouten (Libellulidae), onderorde echte libellen (Anisoptera).
De soort staat op de Rode Lijst van de IUCN als niet bedreigd, beoordelingsjaar 2007.
De wetenschappelijke naam Lyriothemis bivittata is voor het eerst geldig gepubliceerd in 1842 door Rambur.